# Robert Stolz

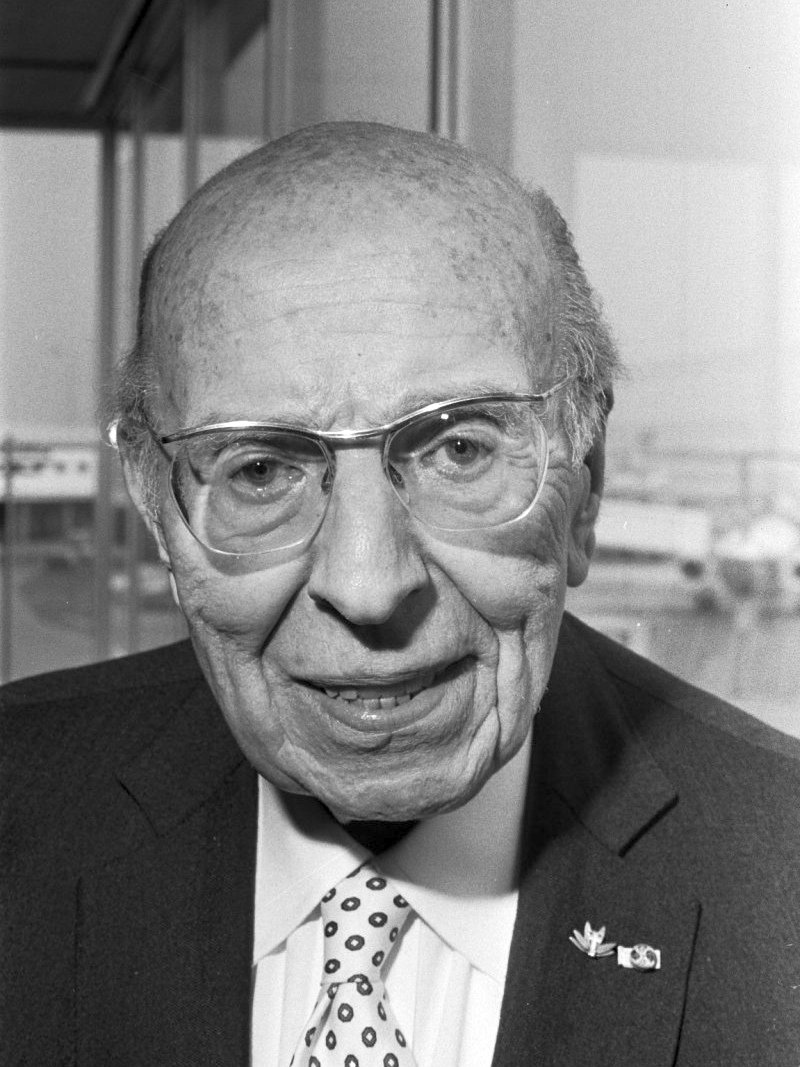
Robert Stolz en 1970

Robert Elisabeth Stolz (25 de agosto de 1880 - 27 de junio de 1975) fue un director de orquesta y compositor de canciones, operetas y bandas sonoras cinematográficas de nacionalidad austriaca.

## Biografía
Nacido en Graz, Austria, en el seno de una familia dedicada a la música, su padre era director de orquesta, su madre concertista de piano, y su tía abuela, la soprano Teresa Stolz. A los siete años de edad viajó por Europa como pianista, tocando obras de Mozart. Estudió en la Universidad de Música y Arte Dramático de Viena con Robert Fuchs y Engelbert Humperdinck. A partir de 1899 obtuvo diferentes puestos de director en Máribor, Salzburgo y Brno, antes de suceder a Artur Bodanzky en el Theater an der Wien en 1907. Allí dirigió, entre otras piezas, la primera representación de la obra de Oscar Straus Der tapfere Soldat, llevada a escena en 1908. En 1910 se convirtió en un compositor y director independiente. Mientras tanto, él había empezado a componer operetas y canciones, consiguiendo en esos campos un buen número de éxitos.
Tras servir en el Ejército Austriaco durante la Primera Guerra Mundial, Stolz se dedicó principalmente al cabaret, mudándose a Berlín en 1925. Hacia 1930 empezó a componer música para el cine, siendo una de sus composiciones la banda sonora del film alemán Zwei Herzen im Dreivierteltakt, cuyo vals del título se hizo muy popular entre el público. Algunas de las primeras composiciones de Stolz, tales como "Adieu, mein kleiner Gardeoffizier", de su opereta Die lustigen Weiber von Wien, se hicieron conocidas a un público más amplio gracias a su trabajo para el cine.
La subida de los Nazis al poder en Alemania obligó a Stolz a volver a Viena, donde su canción del título en el film Ungeküsst soll man nicht schlafen gehn alcanzó gran éxito. Sin embargo, con el Anschluss hubo de volver a emigrar, primero a Zúrich y después a París, donde en 1939 fue internado como un extranjero enemigo. Sin embargo, con la ayuda de sus amistades fue liberado, y en 1940 emigró a Nueva York.

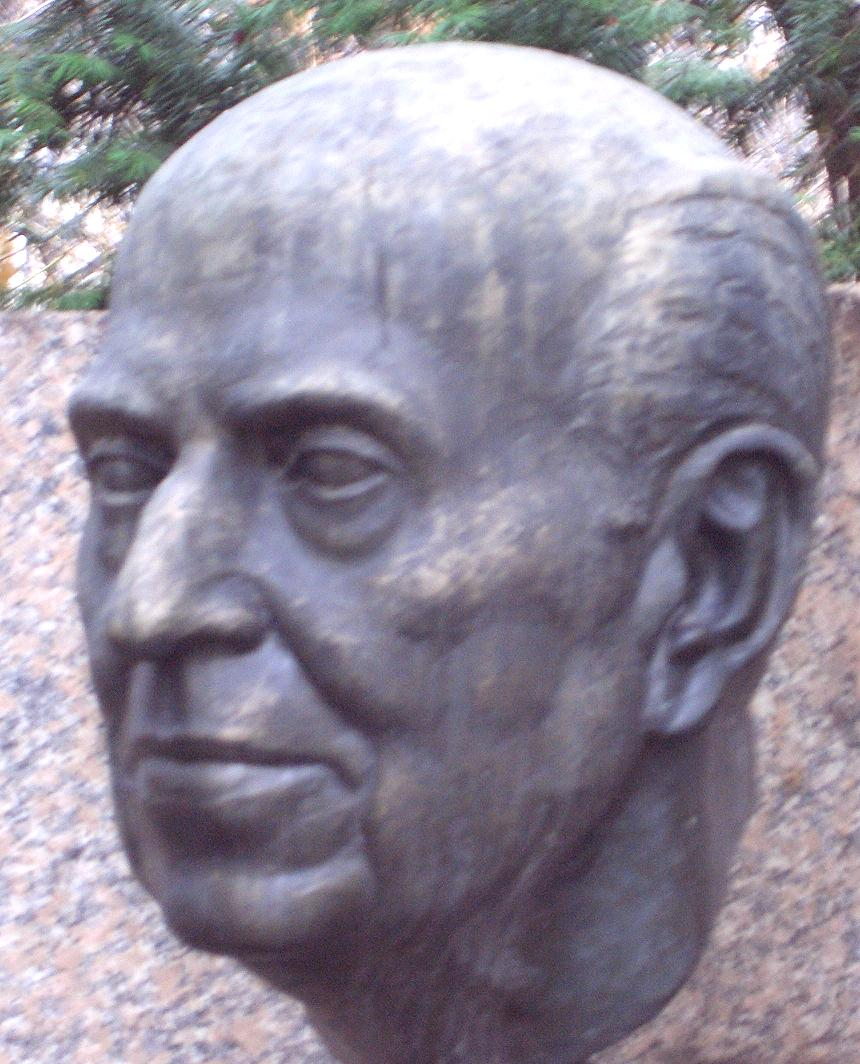
Busto de Robert Stolz en el Stadtpark de Viena

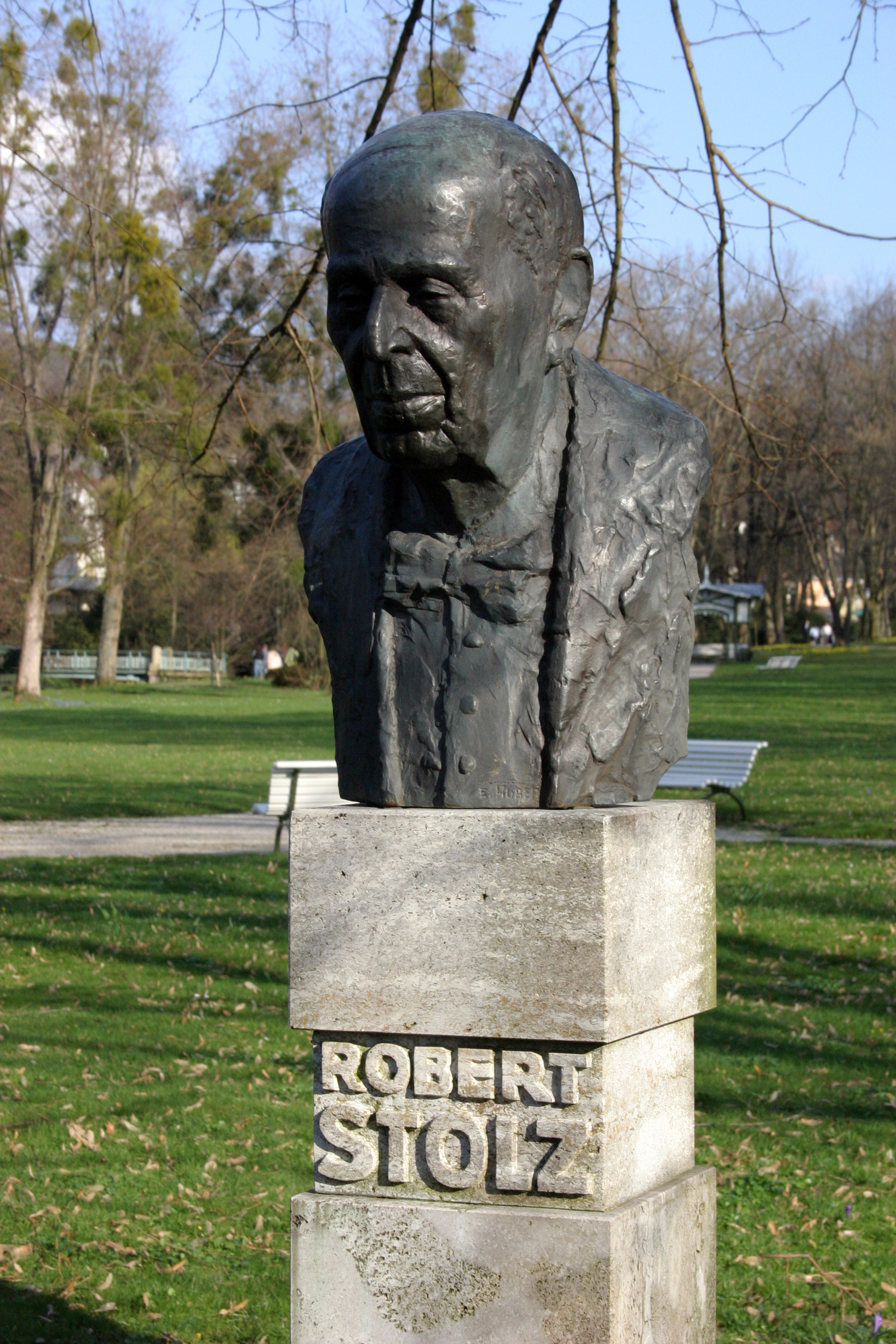
Busto de Robert Stolz en Baden-Baden

En América, Stolz consiguió la fama gracias a sus conciertos de música vienesa, empezando con "A Night in Vienna" en el Carnegie Hall. Como resultado de ello, recibió muchas invitaciones para componer música para espectáculos teatrales y cine, y logró dos nominaciones a los Oscar: "Waltzing in the Clouds" fue nominada a la mejor canción original en 1941, y la banda sonora de It Happened Tomorrow fue nominada al Óscar a la mejor banda sonora en 1945.
En 1946 Stolz volvió a Viena, donde vivió el resto de su vida. En los años 1960 y 1970 hizo numerosas grabaciones de operetas de compositores como Johann Strauss (hijo), Franz Lehár, Imre Kálmán Koppstein, y Leo Fall, a quién él había conocido.
En 1952 empezó a componer para la Wiener Eisrevue (Revista del Hielo de Viena). Él dedicó la primera de sus 19 operetas del hielo a la campeona de Europa Eva Pawlik. En 1970, con motivo de su noventa cumpleaños, fue nombrado Ciudadano Honorario de Viena. También le recompensaron con la Gran Medalla del Honor de Viena, siendo el segundo músico en recibirla, (el primero había sido Richard Strauss). 
Robert Stolz falleció en Berlín, Alemania, en 1975. Fue enterrado cerca de Johannes Brahms y de Johann Strauss (hijo) en el cementerio central de Viena.

## Matrimonios
Robert Stolz se casó cinco veces. Su primera y segunda esposas (Grete Holm y Franzi Ressel), eran cantantes. Su tercera mujer fue Josephine Zernitz, y la cuarta se llamaba Lilli. Su quinto matrimonio fue con Yvonne Louise Ulrich, llamada "Einzi" (1912-2004), y que fue su mánager hasta la muerte del músico. Ella tenía una hija de su primer matrimonio, a la que Robert Stolz adoptó.

## Trabajo

### Obra teatral musical
- 1901 – Studentenulke (estrenada el 21 de marzo en Máribor)
- 1903 – Schön Lorchen (3 de marzo, Salzburgo)
- 1906 – Manöverliebe (Brno)
- 1908 – Die lustigen Weiber von Wien (7 de noviembre, Brno)
- 1909 – Die Commandeuse (Viena)
- 1910 – Grand Hotel Exelsior (Érfurt)
- 1910 – Das Glücksmädel (28 de octubre, Viena)
- 1911 – Der Minenkönig (Viena)
- 1911 – Die eiserne Jungfrau (Viena)
- 1913 – Du liebes Wien (25 de enero, Viena)
- 1914 – Das Lumperl (Stuttgart)
- 1916 – Der Favorit (libreto de Fritz Grünbaum y Wilhelm Sterk, Berlín)
- 1920 – Der Tanz ins Glück (18 de octubre, Viena)
- 1920 – Die Rosen der Madonna (1 de marzo)
- 1920 – Das Sperrsechserl (1 de junio, Viena)
- 1921 – Kikeriki (Viena)
- 1921 – Die Tanzgräfin (18 de febrero, Berlín)
- 1923 – Mädi (1 de abril, Berlín)
- 1925 – Märchen im Schnee (1 de diciembre, Berlín)
- 1927 – Eine einzige Nacht (libreto de Leopold Jacobson y Rudolf Österreicher, 23 de diciembre, Viena)
- 1927 – Prinzessin Ti-Ti-Pa (15 de mayo, Viena)
- 1930 – Peppina
- 1930 – Der verlorene Walzer (Dresde)
- 1932 – Venus in Seide (Zürich)
- 1932 – Wenn die kleinen Veilchen blühen (1 de abril, La Haya)
- 1933 – Zwei Herzen im Dreivierteltakt (30 de septiembre, Teatro de ópera de Zúrich)
- 1934 – Himmelblaue Träume (3 de noviembre, Teatro de ópera de Zúrich)
- 1936 – Rise and Shine (Teatro Drury Lane, Londres)
- 1937 – Die Reise um die Erde in 80 Minuten (22 de diciembre, Volksoper de Viena)
- 1937 – Der süßeste Schwindel der Welt (21 de diciembre, Viena)
- 1938 – Balaika (junto a Bernhard Grun, Teatro Mogador de París)
- 1941 – Night of Love (17 de enero, Nueva York)
- 1945 – Mr.Strauss goes to Boston (13 de agosto, Boston)
- 1946 – Schicksal mit Musik (24 de noviembre, Viena)
- 1947 – Drei von der Donau (basada en la obra de Johann Nestroy „Lumpazivagabundus“, 24 de septiembre, Viena)
- 1948 – Ein Lied aus der Vorstadt (19 de abril, Viena)
- 1949 – Fest in Casablanca (27 de marzo, Núremberg)
- 1949 – Frühling im Prater (22 de diciembre, Viena)
- 1950 – Karneval in Wien
- 1951 – Das Glücksrezept (1 de mayo, Viena)
- 1951 – Rainbow Square (Londres)
- 1953 – Ballade vom lieben Augustin (1 de junio)
- 1956 – Kleiner Schwindel in Paris (31 de diciembre, Viena)
- 1958 - Wiener Café (Breslavia)
- 1962 – Trauminsel (27 de julio, Festival de Bregenz)
- 1963 – Ein schöner Herbst (5 de junio, Viena)
- 1964 – Frühjahrsparade (5 de marzo, Volksoper de Viena)
- 1969 – Hochzeit am Bodensee (23 de julio, Festival de Bregenz)

## Lied

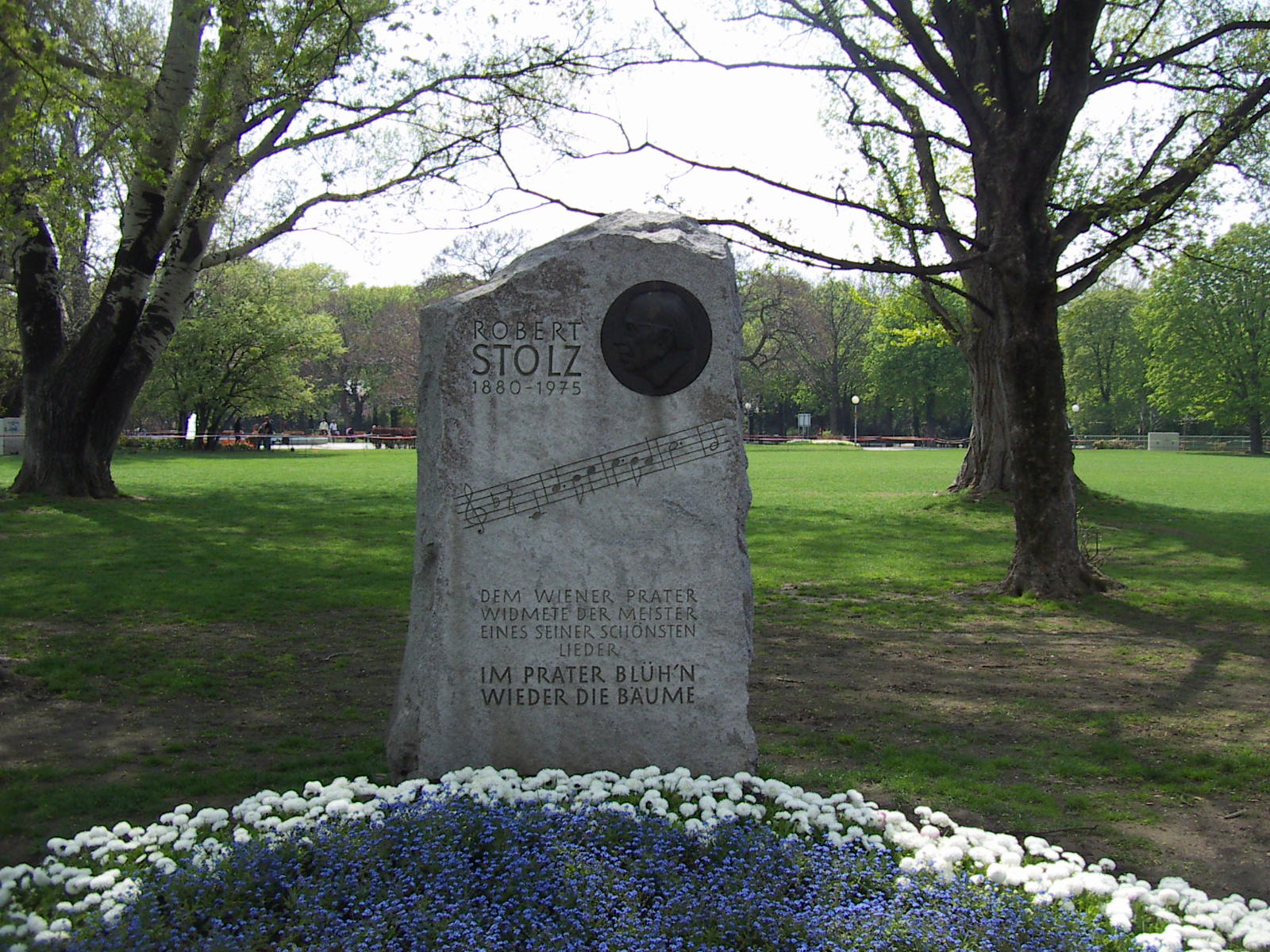
Memorial de Robert Stolz Memorial en el Prater

- "Servus Du" (1911) - Texto: Benno Vigny[5]
- "Wien wird erst schön bei Nacht" - Texto: Wilhelm Sterk
- "Im Prater blühn wieder die Bäume" - Texto: Kurt Robitschek
- "Das ist der Frühling in Wien" - Texto: Arthur Rebner
- "Du sollst der Kaiser meiner Seele sein." (1916) -Texto: Fritz Grünbaum y Wilhelm Sterk
- "Hallo, du süsse Klingelfee" (1919) - Texto: Arthur Rebner
- "Salome, schönste Blume des Morgenlands" (1920) - Texto: Arthur Rebner
- "Dann geh' ich hinaus in den Wienerwald..." (1920) - Texto: Alfred Grünwald y Robert Blum
- "Ich will deine Kameradin sein" - Texto: Walter Reisch
- "Die ganze Welt ist himmelblau" - Texto: Robert Gilbert
- "Mein Liebeslied muss ein Walzer sein" - Texto: Robert Gilbert
- "Zwei Herzen im Dreivierteltakt" - Texto: Walter Reisch
- "Das Lied ist aus (Frag nicht warum ich gehe)" (1930) Texto: Walter Reisch
- "Wiener-Café Walzer"
- "Adieu mein kleiner Gardeoffizier" - Texto: Walter Reisch
- "Ich liebe dich"
- "Auf der Heide blühn die letzten Rosen" - Texto: Bruno Balz
- "Vor meinem Vaterhaus steht eine Linde" - Texto: Bruno Hardt-Warden
- "Ob blond, ob braun, ich liebe alle Fraun" - Texto: Ernst Marischka

### Música cinematográfica
- Im Prater blüh’n wieder die Bäume, de Hans Wolff (1958)

## Premios y distinciones
Premios Óscar
| Año  | Categoría                                              | Canción                  | Película       | Resultado |
| ---- | ------------------------------------------------------ | ------------------------ | -------------- | --------- |
| 1941 | Mejor canción original                                 | «Waltzing in the clouds» | Princesita     | Nominado  |
| 1945 | Mejor banda sonora de una película dramática o comedia | -                        | Sucedió mañana | Nominado  |

- 1934: Festival Internacional de Cine de Venecia: Gran Medalla (Mejor Musical) por Spring Parade
- 1946: Nombrado Profesor Honoris Causa por el Gobierno de Austria
- 1947: Carta de ciudadanía de la ciudad de Viena
- 1962: Gran Cruz de la Orden del Mérito de la República Federal de Alemania
- 1964: Primer miembro honorario del Volksoper de Viena
- 1965: Anillo de Honor de la ciudad de Graz
- 1968: Anillo de Honor de Estiria
- 1969: Filmband in Gold por su trabajo en el cine alemán
- 1969: Anillo de Honor del Festival de Bregenz
- 1970: Ciudadano Honorario de Viena
- 1970: Carta Cultural de Honor de Passau
- 1970: Ciudadano Honorario de Graz
- 1970: Medalla Honoraria de Róterdam
- 1970: Anillo de Honor de la GEMA
- 1970: Condecoración Austriaca de las Artes y las Ciencias[8]
- 1970 Medalla Honoraria de la ciudad de Jerusalén
- 1971 Medalla Jerusalén